# Des Moines Township (Dallas County, Iowa)
Die Des Moines Township ist die nordöstlichste von 16 Townships im Dallas County im Zentrum des US-amerikanischen Bundesstaates Iowa und Bestandteil der Metropolregion um Iowas Hauptstadt Des Moines. 

## Geografie
Die Des Moines Township liegt im äußersten Nordosten des Dallas County und wird vom namensgebenden Des Moines River durchflossen. Die Township erstreckt sich über 92,59 km², die sich auf 85,78 km² Land- und 6,81 km² Wasserfläche verteilen. Benachbarte Townships im Dallas County sind die Grant Township im Süden, die Sugar Grove Township im Südwesten und die Beaver Township im Westen. Im Norden und im Osten grenzt die Des Moines Township an das Boone und das Polk County.

## Bevölkerung
Bei der Volkszählung im Jahr 2010 hatte die Township 1533 Einwohner.

## Orte in der Des Moines Township
Rund zwei Drittel der Bevölkerung der Des Moines Township leben in Woodward, der einzigen selbstverwalteten Gemeinde. Woodward besitzt den Status City.